# Grand Colombier (berg)
De Grand Colombier is een berg in de zuidelijke Jura met een hoogte van 1531 meter. Het is de hoogste top van de streek Bugey.
De berg heeft de vorm van een piramide en kan langs vier zijden met de fiets beklommen worden. De berg is vooral bekend door de bergpas Col du Grand Colombier.